# Melg El Ouidane
Melg El Ouidane är en ort i Marocko.   Den ligger i regionen Oriental, 400 km öster om huvudstaden Rabat.